# 北崙村
23°35′30.16″N 120°21′33.3″E / 23.5917111°N 120.359250°E
北崙村位於嘉義縣新港鄉最北界、北港溪南岸，對岸為雲林縣的元長鄉崙仔村，是新港鄉轄下的行政區。轄區面積約0.435407km2，行政區包含12鄰、計199戶、轄區人口計599人，為具有傳統農業特色的聚落。

## 地理
北崙村於嘉義縣新港鄉的最北界,位於北港溪南岸，對岸為雲林縣元長鄉崙仔村。新港的「崙仔」地名取自於北港溪南岸的沙丘。又因清領時代重大民亂張丙抗命事件中的主要成員之一陳辦原籍此地，故有「陳辦崙仔」此舊稱。今日的北崙村及比鄰的南崙村，在日治時期劃區地名中統稱為「打貓西堡」下的「崙仔庄」。

## 聚落歷史
崙子行政劃分為南崙村、北崙村。北崙村當地居民相傳舊名為大宅，日治時期為崙子村一保，北崙村因位在崙子村偏北的位置得名，居民多從事農業活動為生。

## 景點
新港鄉北崙青蛙彩繪村：
2003年夏天康芮颱風帶來豪量降雨造成崙子地區嚴重水災，颱風過後居民幫助一名獨居老婦清理家園，老婦的女兒返鄉為表達感謝之意於是發起彩繪社區活動，由全村居民共同彩繪，遂發展成觀光景點。

## 教育
復興國小：創立於1969年，前身為古民國民學校崙子分校，因火災重創附近廣大區域夷為平地故重新設校，由於希望村落經濟恢復繁榮、教育再度興盛故名復興。在新港鄉六所國小中是最晚成立的。

## 文學影視
說唱文學：《新刊臺灣陳辦歌》